# Marco Marcato
Marco Marcato (San Donà di Piave, provincia de Venise, 11 de febrero de 1984) es un ciclista italiano.

## Biografía
Marco Marcato formó parte del equipo Team LPR en 2007, y debutó con el equipo Andoni Giocattoli en 2005.
Ganó una etapa de la Vuelta a Eslovenia en 2005, una etapa de la Vuelta a Chihuahua en 2006 y una etapa de la Vuelta a Irlanda en 2007.
En 2010 terminó octavo en la Amstel Gold Race. En 2012 ganó la París-Tours al esprint, frente a sus compañeros de escapada Laurens de Vreese y Niki Terpstra, donde además consiguió el Ruban Jaune, premio otorgado al ciclista más rápido en ganar una prueba de más de 200km.
Se retiró al finalizar el año 2021 y pasó a ejercer de director deportivo en el UAE Team Emirates, equipo con el que compitió los últimos años de su carrera.

## Palmarés
2005
- 1 etapa de la Vuelta a Eslovenia

2006
- 1 etapa de la Vuelta a Chihuahua

2007
- 1 etapa de la Vuelta a Irlanda

2011
- Tour de Vendée

2012
- 1 etapa de la Estrella de Bessèges
- París-Tours

## Resultados en Grandes Vueltas y Campeonatos del Mundo
| Carrera         | Carrera         | 2005 | 2006 | 2007 | 2008 | 2009 | 2010 | 2011 | 2012 | 2013 | 2014 | 2015 | 2016 | 2017  | 2018  | 2019 | 2020  | 2021 |
| --------------- | --------------- | ---- | ---- | ---- | ---- | ---- | ---- | ---- | ---- | ---- | ---- | ---- | ---- | ----- | ----- | ---- | ----- | ---- |
|                 | Giro de Italia  | —    | —    | —    | —    | —    | —    | —    | —    | 76.º | —    | —    | —    | 113.º | 69.º  | 99.º | —     | —    |
|                 | Tour de Francia | —    | —    | —    | —    | —    | —    | 89.º | 67.º | —    | 80.º | —    | —    | 96.º  | 126.º | —    | 111.º | —    |
|                 | Vuelta a España | —    | —    | —    | —    | Ab.  | —    | —    | —    | —    | —    | —    | —    | —     | —     | Ab.  | —     | —    |
| Mundial en Ruta | Mundial en Ruta | —    | —    | —    | —    | —    | —    | —    | 77.º | —    | —    | —    | —    | —     | —     | —    | —     | —    |

—: no participa

Ab.: abandono

## Equipos
- Androni Giocattoli (2005-2006)
  - Team Androni Giocattoli-3c Casalinghi (2005)
  - Team 3c Casalinghi Jet Androni Giocattoli (2006)
- LPR-Nava-Androni (2007)
- Cycle Collstrop (2008)
- Vacansoleil (2009-2013)
  - Vacansoleil (2009-2010)
  - Vacansoleil-DCM (2011-2013)
- Cannondale (2014)
- Wanty-Groupe Gobert (2015-2016)
- UAE Team Emirates (2017-2021)